# Sebastian Walcher
Sebastian Walcher (* 1981 in Graz) ist ein österreichischer Übersetzer slowenischer Literatur und Dolmetscher für Deutsch und Slowenisch.

## Leben und Wirken
Walcher studierte Slawistik und Konferenzdolmetschen an den Universitäten Graz und Ljubljana. 2014 schloss er das Studium der Slawistik mit einer Arbeit zur slowenischen Übersetzung von Wolf Haas’ Roman Der Knochenmann ab. Neben seiner Tätigkeit als literarischer Übersetzer und Dolmetscher moderiert Walcher zahlreiche Veranstaltungen zur slowenischen Literatur (hauptsächlich in Graz). 
Für seine Arbeit am Roman Goldman und der Klang der Welt von Mirt Komel erhielt Walcher 2019 die Übersetzungsprämie des österreichischen Bundesministeriums für Kunst und Kultur.

## Übersetzungen
- Lila Prap: Drachen?!. Ljubljana: Mladinska knjiga, 2019.
- Mirt Komel: Goldman oder der Klang der Welt. Wien: Hollitzer, 2019, ISBN 978-3-99012-517-5.
- Dino Bauk: Ende. abermals. Wien: Hollitzer, 2017, ISBN 978-3-99012-373-7
- Simon Ošlak-Gerasimov: Totale Revolution? Der Kampf des slowenischen Punk unter dem kommunistischen Regime Jugoslawiens. Bad Radkersburg: Artikel-VII-Kulturverein für Steiermark - Pavelhaus, 2017.